# 徳川ミキ
徳川 ミキ（とくがわ みき、旧芸名：徳川美妃、1977年6月27日 - ）は、長野県長野市出身の女優、モデル。US帰国子女（ボストン公立高校-飛級卒業・サンタモニカ大学芸術学部バレエ学科卒業）。野村証券入社。金融経済研究所医薬アナリストアシスタント。通訳翻訳。2014年長野市観光大使。表千家茶道講師。叔父は俳優、声優の山田康雄。所属事務所は麗タレントプロモーション（2004年 - ）。

## 出演

### 映画
- 映画「美食家あさちゃん」（瀬名亮監督）母役　ショートショートフィルムフェスティバル出品作品　2024年6月（制作AOI　PRO/サポーテットバイ講談社）
- 映画『10years 〜十年』是枝裕和監督 総合監修／ 映画「PLAN75」早川千絵 監督 看護師役（2018）第75回カンヌ国際映画祭（2019）「ある視点部門」正式出品、「カメラドール特別表彰」受賞
- 携帯彼氏＋(プラス)（2012年7月22日公開） - 携帯アプリ説明員役
- 衝撃ファイル!日本のコワ〜イ女たち - 野中芳子役（2011）
- こっくりさん 劇場版（2011年11月26日公開） - 和嶋圭子役
- くノ一忍法帖 影ノ月（2011年6月4日公開） - お妙役
- 恋人はスナイパー（2004年4月17日公開） - 横尾美奈子役

### テレビドラマ
- 刑事7人 Season6（2020年） ‐ 小林梨花 役
- 屋根裏の恋人 中田秀夫監督　主役 石田ひかり友人役(2018)
- 海月姫 カイ・フィッシュ経営企業 役員役(2018春)
- 「カルテット」松たか子音大同級生役（TBS、2017年）
- 「遺産相続弁護士 柿崎真一」（日本テレビ、2016年） - 吉田源蔵 妻役
- Beautiful Affair（フィリピンABS-CBN局） - 茶道の先生役
- 大河ドラマ
  - 龍馬伝（NHK、2010年） - 町人役
  - 江〜姫たちの戦国〜（NHK、2011年） - お初侍女役
- 電報日和 第8話「結婚式」（フジテレビ） - 式場担当者役
- 土曜ワイド劇場「はみだし弁護士・巽志郎9」（テレビ朝日、2005年） - 通訳秘書役
- 仮面ライダー剣（テレビ朝日、2004年） - 彼女役

### テレビ
- 伊東家の食卓（日本テレビ） - アシスタント
- ココリコミラクルタイプ（フジテレビ） - 看護婦役、CA役
- アナタの名字SHOW 4大名字のルーツ（日本テレビ） - 推古天皇役
- やりすぎコージー都市伝説スペシャル≪身の毛もよだつ都市伝説ドラマ≫ 『やってはいけないテスト』（テレビ東京） - 幽霊役（主演：吉澤ひとみ）
- リンカーン（TBS） - 【どっきり企画】ザ・テレビジョン広報役
- アンラッキー研究所（日本テレビ） - 北斗晶さん役
- スクール革命（日本テレビ） - 【どっきり企画】プロデューサー役
- お笑い芸人どっきり王座決定戦スペシャル（フジテレビ） - 【どっきり企画】同時通訳役
- 魔女たちの22時（日本テレビ） - 魔女役
- 行列のできる法律相談所（日本テレビ） - 戦場カメラマン 渡部陽一妻役
- 世界のコワ〜イ女たち ホントにあった!仰天事件簿スペシャル2（TBS） - 梅沢富美男彼女役
- 世界のコワ〜イ女たち ホントにあった!仰天事件簿スペシャル3（TBS）
- ザ!世界仰天ニュースSP（日本テレビ） - 看護婦役
- コレってアリですか? 2時間SP（日本テレビ） - 宮本役
- 東京朝景（ABN） - BMWレポーター
- ためしてガッテン（NHK） - 魔女役
- 何歳の偉人伝（フジテレビ） - 伊藤博文・人妻役
- 絶対に笑ってはいけない空港24時（日本テレビ、2011年） - 舞台MC役
- 絶対に笑ってはいけない熱血教師24時（日本テレビ、2012年） - 2年1組村田先生役
- 日本語講座「Japan easy」（NHKワールド、2016年〜）日本人キャスト

### 舞台
- 静寂のしずく（2011年） - 幽霊役・松
- 畢生の微笑（2013年） - 大瀬良真弓検事役
- 天国のフォトグラファー（2014年） - 佐久間瞳役
- うどん（2015年） - 上木佳子役 ＊演劇奨励賞 受賞
- 六道空花（2015年） - 松平くす役、大内君子役
- 日本舞踊「さくらさくら」（2016年）
- 日本舞踊「梅にも春」（2017年）

### モデル
- BMW ニューBMW5シリーズ TVCM
- 東京モーターショーモデル TOYOTA、NISSAN
- 「DON!」(NTV)メイクアップモデル出演

## 茶道講師としての活動
- メーカーCMの所作指導
- 海外ドラマの中の茶道シーン所作指導
- 舞台の中の茶道シーン所作指導